# Cement (Band)
Cement war eine in den 1990er-Jahren aktive Alternative- und Rap-Metal-Band.

## Geschichte

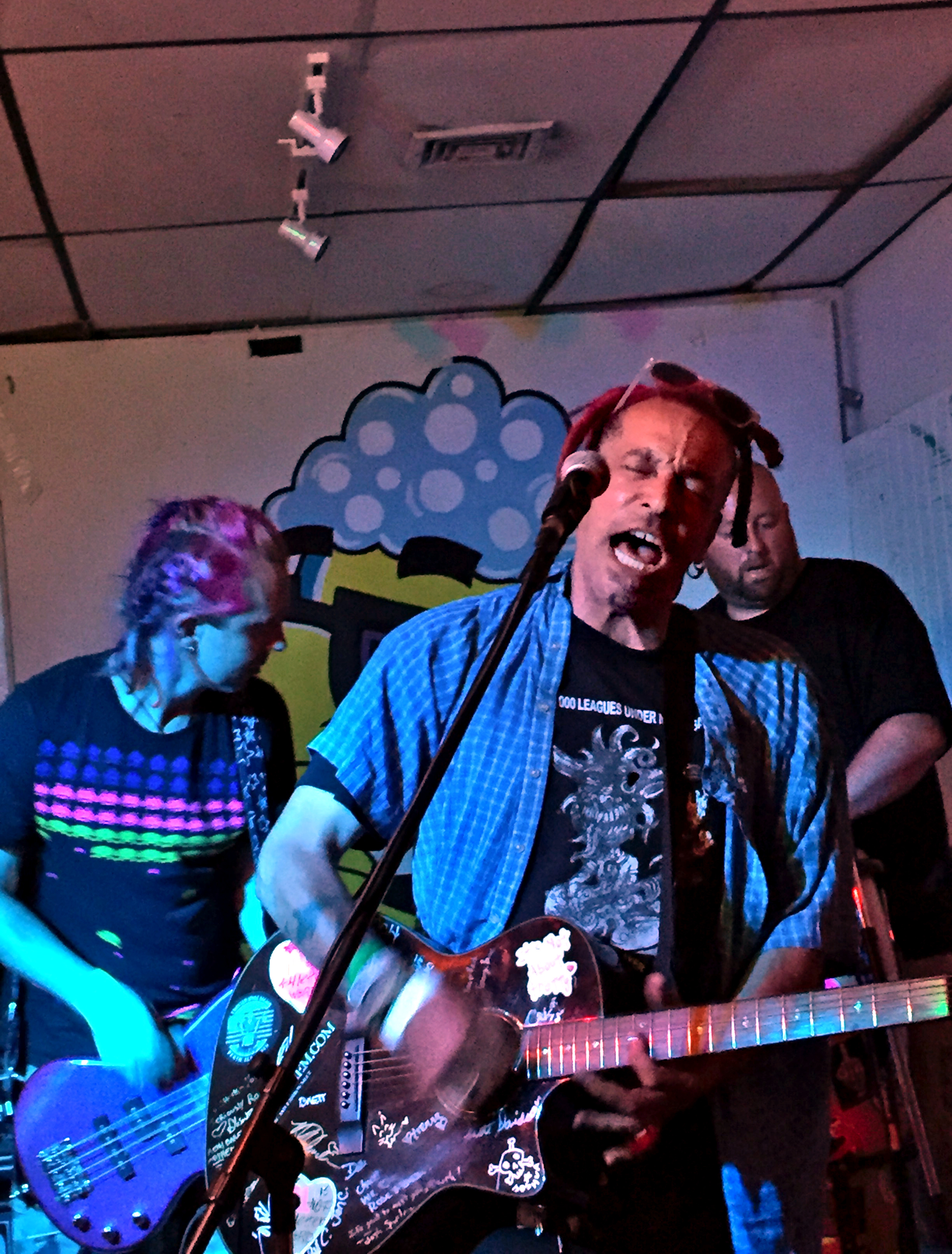
Chuck Mosley während eines Auftritts mit seiner Band VUA in New York im Juli 2017

Der als Sänger der Band Faith No More bekannt gewordene Chuck Mosley gründete Cement nach seinem Rauswurf bei Faith No More Ende der 1980er und einem zweijährigen Intermezzo als Sänger der Punkband Bad Brains von 1990 bis 1992. Von der Band Bad Brains trennte sich Mosley im Einvernehmen, als deren bekannter und beliebter Sänger Paul „HR“ Hudson in die Band zurückkehrte. Um eigenständig weiter Musik zu machen, initiierte er mit lokalen Musikern, namentlich Doug Duffy von Murder in Exile als Schlagzeuger, Sean Maytum von +DOG+ als Gitarrist und dem späteren Radar-Bros.-Musiker Senon Williams als Bassist in Los Angeles die Band Cement.
Cement erarbeitete zügig ein eigenes Repertoire und bestritt Auftritte. Das selbstbetitelte Debüt erschien 1993 über das Rough-Trade-Records-Subunternehmen World Service. Laut Jason Anderson von AllMusic wurde das Album von Kritikern und kommerziell annähernd ignoriert. Dem Gegenüber hieß es an anderer Stelle, dass das Album „ziemlich gut ankam“ und der Band ermöglichte sich einen Namen zu erarbeiten. Mosley führte aus, dass es der Band wichtig gewesen sei die eigene Bekanntheit autark zu verbessern und nicht sich ein Publikum als Vorgruppe einer größeren Band zu erschließen.
Das zweite Album The Man with the Action Hair folgte 1994 beim gleichen Label. The Man with the Action Hair zeigte eine gereifte und fokussiertere Band als das Debüt. Eine breitere Resonanz auf das Album blieb allerdings weiterhin aus. Die Musiker fuhren damit fort eigenständige Tour-Auftritte in den Vereinigten Staaten zu bestreiten während die Gruppe eine Welt-Tournee buchte und plante. Allerdings ereignete sich während der US-Tournee ein Verkehrsunfall mit dem Tour-Van bei dem Mosley sich das Rückgrat brach. In der Konsequenz konnte Mosley anderthalb Jahre keinen Auftritt absolvieren, wodurch die Geschichte von Cement 1994 abrupt endete. Im Rückblick beschrieb Mosley die Umstände als tragisch aber unabänderlich.

„Cement was a cool band and it really started to become something great. […] If that accident hadn’t happened, I think we could have made something of it because we were just starting out on tour and we were going to be playing all around the world for the next year. Things might have turned out very differently, but there’s no way of changing something like that once it’s happened.“

„Cement war eine coole Band und es begann wirklich etwas Großes zu werden. […] Wäre dieser Unfall nicht geschehen, hätten wir, glaube ich, etwas daraus machen können, denn wir waren gerade erst auf Tournee und sollten im nächsten Jahr in der ganzen Welt spielen. Die Dinge wären vielleicht ganz anders gelaufen, aber so etwas kann man nicht mehr ändern, wenn es einmal passiert ist.“

## Stil
Mit Cement führte Mosley die Grundidee der Musik der ersten beiden Alben von Faith No More fort. Dabei bestand der musikalische Crossover aus Elementen des Garage Rock, Metal, Artrock und Funk. Als mögliche weitere Einflüsse werden dabei unter anderem Ween und Frank Zappa benannt. Das Debüt sei ein Zeugnis der „musikalischen Hingabe der Gruppe und ihre Faszination für die Kraft und Sensibilität der Rockmusik in ihrer rohesten Form“. Das zweite Album sei hingegen noch mehr mit der Musik von Faith No More zu vergleichen.

## Diskografie
- 1993: Cement (Album, World Service/Rough Trade)
- 1994: The Man with the Action Hair (Album, World Service/Rough Trade)